# NGC 7806
NGC 7806 ist eine Spiralgalaxie vom Hubble-Typ Sb im Sternbild Pegasus am Nordsternhimmel. Sie ist schätzungsweise 221 Millionen Lichtjahre von der Milchstraße entfernt und hat einen Durchmesser von etwa 100.000 Lichtjahren. Mit NGC 7805 bildet sie das wechselwirkendes Paar Arp 112, KPG 602A oder Holm 826A. Außerdem ist von der Spiralgalaxie die Abstoßung eines Spiralarms (MCG +05-01-002) zu erkennen. 
Halton Arp gliederte seinen Katalog ungewöhnlicher Galaxien nach rein morphologischen Kriterien in Gruppen. Diese Galaxie gehört zu der Klasse Elliptischer Galaxien die Spiralarme abstoßen (Arp-Katalog).
Die Galaxie gilt als Mitglied der NGC 7831-Gruppe (LGG 1). 
Das Objekt wurde am 9. Oktober 1790 vom deutsch-britischen Astronomen Wilhelm Herschel mit seinem 18,7-Zoll-Spiegelteleskop entdeckt und später vom dänischen Astronomen Johan Dreyer in seinen New General Catalogue aufgenommen.

## NGC 7831-Gruppe (LGG 1)
| Galaxie   | Alternativname | Entfernung/Mio. Lj |
| --------- | -------------- | ------------------ |
| NGC 13    | PGC 650        | 223                |
| NGC 20    | PGC 679        | 230                |
| NGC 21    | PGC 759        | 221                |
| NGC 29    | PGC 767        | 221                |
| NGC 39    | PGC 852        | 225                |
| NGC 43    | PGC 875        | 222                |
| NGC 7805  | PGC 109        | 223                |
| NGC 7806  | PGC 112        | 221                |
| NGC 7819  | PGC 303        | 230                |
| NGC 7831  | PGC 569        | 235                |
| NGC 7836  | PGC 608        | 227                |
| PGC 190   | MCG +05-01-027 | 229                |
| PGC 206   | CGCG498-068    | 222                |
| PGC 309   | UGC 30         | 221                |
| PGC 726   | UGC 93         | 229                |
| PGC 869   | UGC 117        | 220                |
| PGC 921   | UGC 130        | 221                |
| PGC 73023 | UGC12864       | 218                |